# Abreulândia
Abreulândia é um município brasileiro do estado do Tocantins, região Norte do Brasil. Está localizado na região geográfica intermediária de Palmas e na região intermediária de Paraíso do Tocantins, sendo o 113º mais populoso do estado, com 2 576 pessoas.
Situa-se a 135 da capital, Palmas, e possui um PIB de R$ 112 134,759 mil. Tem como prefeito Manoel Moura, do Partido dos Trabalhadores.

## História
O nascimento de Abreulândia remonta ao ano de 1946, quando aconteceu a abertura de um armazém e uma escola pelo casal Júlio Pinheiro e Sebastiana Pinheiro em um pequeno povoado no então município de Araguacema. Poucos anos depois, um grupo de moradores, liderados por João Francisco de Abreu (daí "Abreulândia"), passaram a reivindicar o reconhecimento da localidade como distrito, o que foi atendido pelo prefeito da época.
O novo município foi fundado em 5 de outubro de 1989 e sua instalação foi efetivada em 1º de janeiro de 1993, com o desmembramento do município de Araguacema e posse do primeiro prefeito eleito.